# Calonotos tiburtus
Calonotos tiburtus là một loài bướm đêm thuộc phân họ Arctiinae, họ Erebidae.